# Alseodaphne peduncularis
Alseodaphne peduncularis là loài thực vật có hoa trong họ Nguyệt quế. Loài này được (Wall. ex Nees) Meisn. miêu tả khoa học đầu tiên năm 1841.